# UU Геркулеса
UU Геркулеса (лат. UU Herculis) — двойная звезда в созвездии Геркулеса на расстоянии (вычисленном из значения параллакса) приблизительно 12502 световых лет (около 3833 парсек) от Солнца. Видимая звёздная величина звезды — от +10,6m до +8,5m.
Прототип класса переменных жёлтых сверхгигантов**.

## Характеристики
Первый компонент — жёлто-белый сверхгигант, пульсирующая полуправильная переменная звезда типа SRD (SRD) или классическая цефеида (DCEP) спектрального класса F2Ib-G0, или F2-F5Ib, или F2Ib, или F5Ib, или F5. Масса — около 6,356 солнечной, радиус — около 94,591 солнечного, светимость — около 8910,051 солнечной. Эффективная температура — около 6402 K.
Второй компонент — красный карлик спектрального класса M. Масса — около 283,9 юпитерианской (0,271 солнечной). Удалён в среднем на 2,77 а.е..